# 짐 개피건

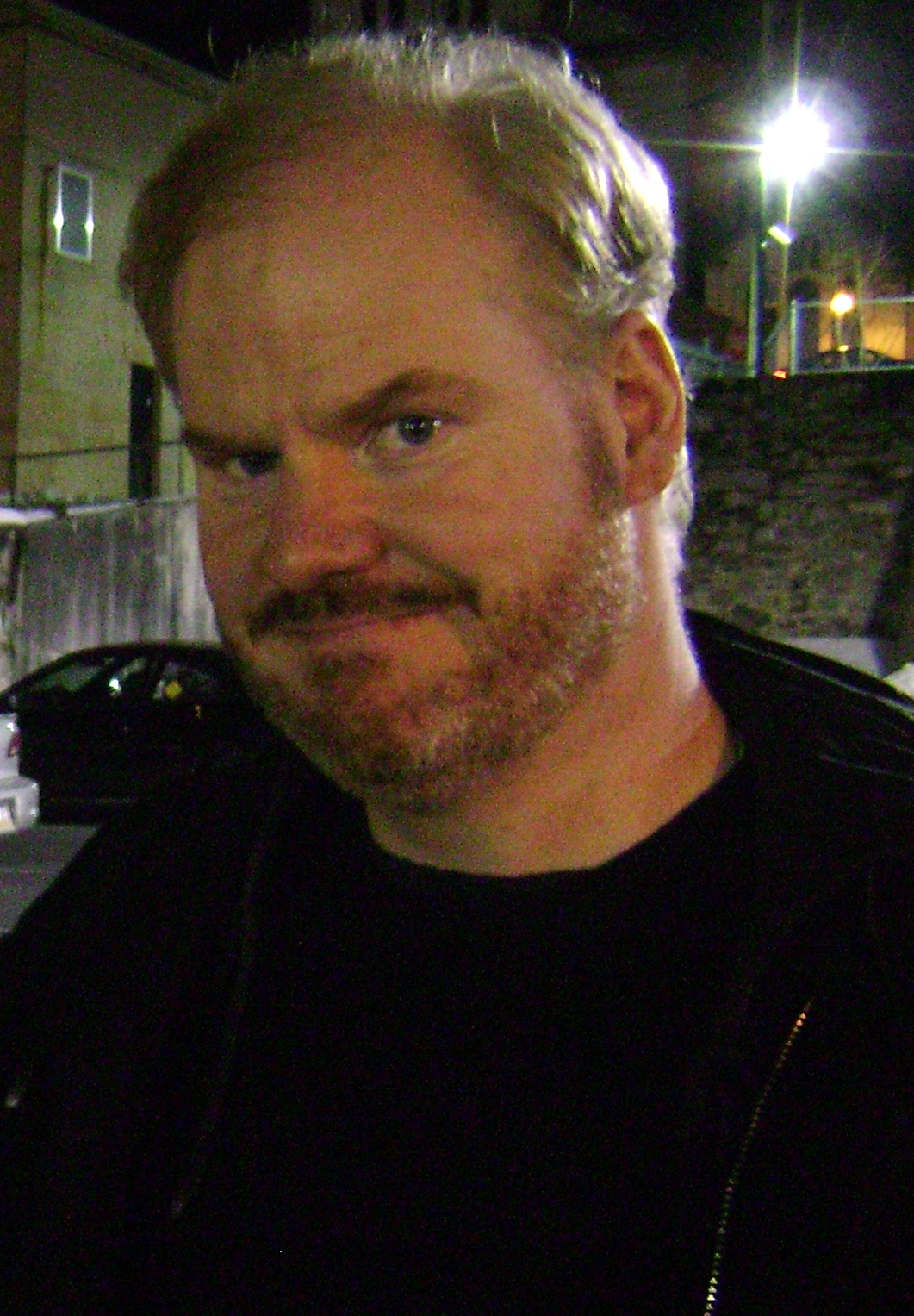

짐 개피건(Jim Gaffigan, 1966년 7월 7일 ~ )은 미국의 각본가, 영화 제작자, 배우, 성우이다.

## 출연 작품
- 피터팬 & 웬디 (2023년) - 스미 역
- 더 파워 오브 더 도그 (2021년)
- 타겟 넘버 원 (2020년)
- 테슬라 (2019년)
- 라이트 프롬 라이트 (2019년)
- 뎀 댓 팔로우 (2019년)
- 섀도우 걸 (2019년)
- 플레이모빌: 더 무비 (2019년) - 델 목소리 역
- 아메리칸 드리머 (2018년) - 캠 역
- 유 캔 추즈 유어 패밀리 (2018년)
- 트룹 제로 (2018년)
- 드렁크 패어런츠 (2018년)
- 구스 베이비 (2018년) - 잭 목소리 역
- 몬스터 호텔 3 (2018년) - 반 헬싱 목소리 역
- 체퍼퀴딕 (2017년)
- Once Upon a Sesame Street Christmas (2016)
- 록키 블리더 (2016년) - 존 역
- 월터 (2015년) - 코리 역
- 밀그램 프로젝트 (2015년) - 제임스 맥도너 역
- 스태튼 아일랜드 썸머 (2014년)
- 킬리만자로 (2013년)
- 러브 식 러브 (2012년) - 앤드류 블라이스 역
- 하워드 캔투어 닷컴 (2012년)
- 샐베이션 부러바드 (2011년) - 제리 역
- 이츠 카인드 오브 어 퍼니 스토리 (2010년) - 조지 역
- 고잉 더 디스턴스 (2010년)
- 17 어게인 (2009년) - 머피 코치 역
- 어웨이 위 고 (2009년) - 로웰 역
- 러브 그루 (2008년)
- 스테파니 데일리 (2006년) - 조 역
- 그레이트 뉴 원더풀 (2005년)
- 트러스트 더 맨 (2005년)
- 배드 애플 (2004년)
- 스트립 서치 (2004년)
- 완벽한 그녀에게 딱 한가지 없는 것 (2004년)
- 노 슬립 틸 매디슨 (2002년) - 오웬 역
- 슈퍼 트루퍼스 (2001년) - 래리 존슨 역
- 엔트로피 (1999년)
- 쓰리 킹즈 (1999년)

### 텔레비전
- 로앤오더: 범죄 전담반 (1998, 2009)
- 요절복통 70 쇼 (2003-04)
- 에드 (2003-04)
- Last Call with Carson Daly (2004-12) - 초대손님
- 더 레이트 레이트 쇼 위드 크레이그 퍼거슨 (2005-15) - 초대손님
- 지미 키멀 라이브! (2005-22) - 초대손님
- 마이 보이즈 (2006-09, My Boys)